# موتور طرح (أرزوئية)
موتور طرح (بالإنجليزية: Mowtowr-e Tareh)‏ هي منطقة سكنية تقع في إيران في Arzuiyeh Rural District. يقدر عدد سكانها بـ 104 نسمة .